# Crisi finanziaria russa del 1998
La crisi finanziaria russa (chiamata anche crisi del rublo o febbre russa) fu una crisi economica e finanziaria che colpì la Federazione Russa a partire dall'agosto 1998. Essa portò il Governo e la Banca centrale a svalutare il rublo ed a non poter rimborsare il proprio debito sovrano, determinando il default. La crisi ebbe inoltre gravi ripercussioni sulle economie di molti Stati vicini.

## Origini
I motivi che spinsero l'economia russa alla crisi consistono principalmente in un notevole calo della produttività, nell'alto tasso di cambio fisso tra il rublo e le valute estere nonché in un disavanzo fiscale cronico. Alla crisi contribuì inoltre il costo economico della prima guerra cecena, stimato in 5,5 miliardi di dollari (senza contare le spese di ricostruzione della disastrata economia cecena). Nella prima metà del 1997, l'economia russa aveva mostrato alcuni segni di miglioramento. Tuttavia, subito dopo, i problemi cominciarono gradualmente ad intensificarsi.

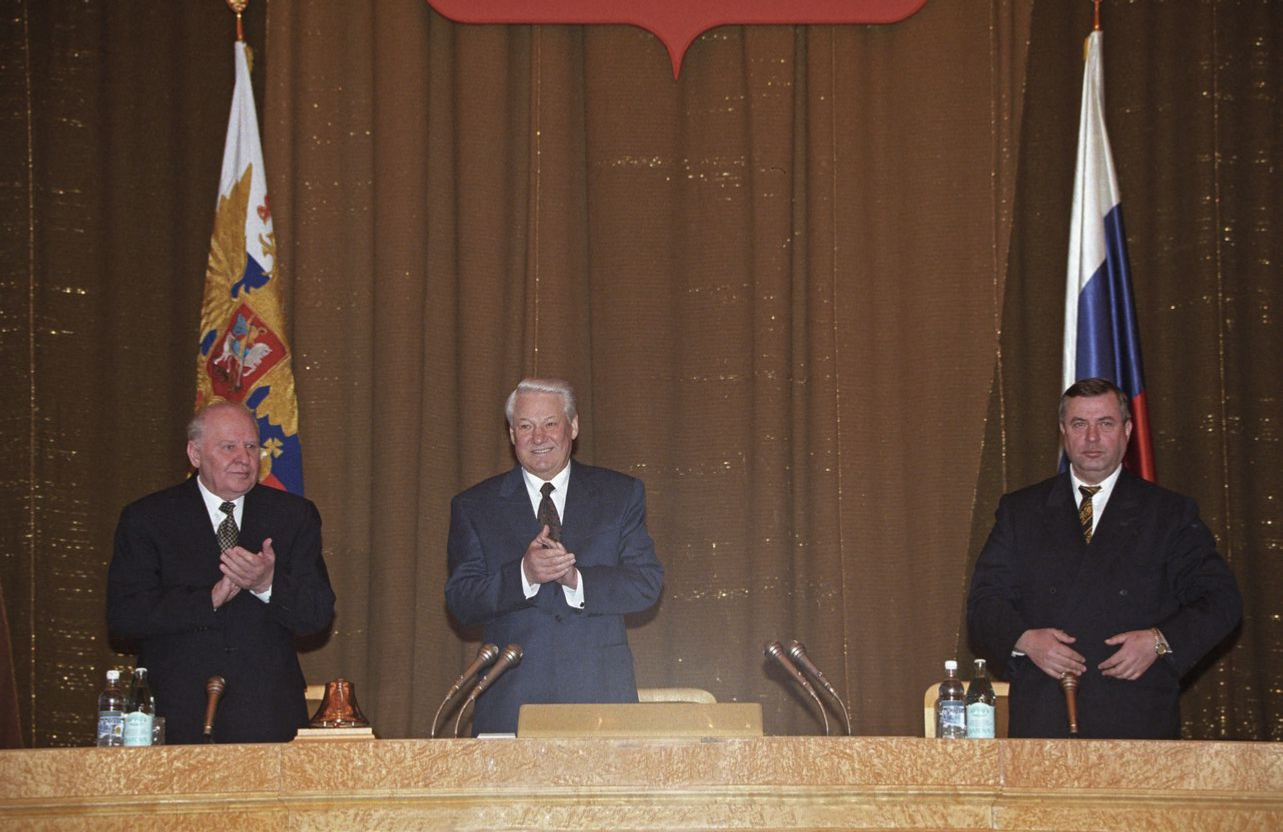
Discorso di El'cin all'Assemblea federale nel febbraio 1998

Furono due shock esterni, in particolare, ad avere un forte impatto sulle riserve valutarie russe: la crisi finanziaria asiatica iniziata nel 1997 ed il successivo calo della domanda (e quindi del prezzo) di petrolio greggio e dei metalli non ferrosi. Il capitolo politico della crisi si verificò inizialmente a marzo, quando il presidente russo Boris El'cin destituì improvvisamente il primo ministro Viktor Černomyrdin e l'intero esecutivo il 23 marzo 1998, nominando contestualmente Sergej Kirienko, il giovane ministro dell'Energia, come capo del Governo ad interim. Il 29 maggio 1998, El'cin promosse inoltre Boris Fëdorov a capo del servizio fiscale dello Stato.
Nel giugno 1998, per cercare di sostenere la moneta e di arginare la fuga di capitali, il Governo Kirienko decise di aumentare al 150% i tassi d'interesse dei titoli di Stato russi a breve termine (GKO). Un mese dopo, il 13 luglio 1998, venne approvato un pacchetto finanziario del Fondo Monetario Internazionale e della Banca Mondiale del valore di 22,6 miliardi di dollari per sostenere le riforme interne e stabilizzare il mercato russo, scambiando un enorme volume di titoli di Stato russi GKO in eurobbligazioni a lungo termine. Il Governo russo decise di mantenere il tasso di cambio del rublo all'interno di una forbice stretta, anche se diversi economisti, tra cui Andrej Illarionov (futuro consigliere economico di Vladimir Putin), esortarono l'esecutivo ad abbandonare la politica di sostegno artificiale alla moneta.
Il 12 maggio 1998 si verificò uno sciopero dei minatori di carbone per i salari non pagati, durante il quale venne bloccata la ferrovia Transiberiana. Al 1º agosto 1998, infatti, il debito nei confronti dei lavoratori russi ammontava a circa 12,5 miliardi di dollari. Il 14 agosto 1998 il tasso di cambio del rublo con il dollaro era ancora di 6,29. Nonostante il bailout, nel luglio 1998 il pagamento mensile degli interessi sul debito russo salì al 40% in più rispetto alla riscossione mensile delle imposte. Inoltre, il 15 luglio 1998, la Duma di Stato, dominata dai partiti di sinistra ed in particolare dal Partito Comunista della Federazione Russa, si rifiutò di adottare la maggior parte del piano anticrisi del Governo, costringendo l'esecutivo a fare affidamento sui decreti presidenziali. Il 29 luglio El'cin interruppe la sua vacanza sul Rialto del Valdaj e volò a Mosca, suscitando il timore che fosse imminente un rimpasto governativo. In realtà, il capo dello Stato decise di sostituire solo il capo del Servizio federale per la sicurezza Nikolaj Kovalëv, al cui posto venne scelto Vladimir Putin.
In quel periodo, la Russia adottava per il rublo un regime di parità mobile con tasso di variazione preannunciato della parità (floating peg), il che significava che la Banca centrale decideva che in un determinato momento il tasso di cambio tra rublo e dollaro sarebbe rimasto entro un determinato intervallo. Se il rublo fosse stato oggetto di svalutazione al di fuori di tale forbice, la Banca centrale sarebbe intervenuta spendendo riserve estere per acquistare rubli. Ad esempio, durante l'anno precedente la crisi, la Banca centrale mirava a mantenere una fascia da 5,3 a 7,1 rubli: sarebbero stati acquistati rubli se il tasso di cambio di mercato fosse stato in procinto di superare i 7,1 rubli/dollaro. Allo stesso modo, avrebbe venduto rubli se il tasso di cambio fosse stato in procinto di scendere al di sotto del rapporto 5,3.
L'incapacità del Governo federale di attuare un insieme coerente di riforme economiche si tradusse in una grave erosione della fiducia degli investitori, che a sua volta generò una reazione a catena. Gli investitori fuggirono dal mercato russo vendendo rubli ed altri asset, il che ebbe l'effetto di mettere sotto ancora maggiore pressione il rublo. Ciò costrinse la Banca centrale ad impiegare le proprie riserve estere per difendere la valuta russa, erodendo ulteriormente la fiducia degli investitori e minando il rublo. Si stima che tra il 1º ottobre 1997 e il 17 agosto 1998, la Banca centrale abbia speso circa 27 miliardi di dollari delle sue riserve in dollari per mantenere il regime di parità mobile.

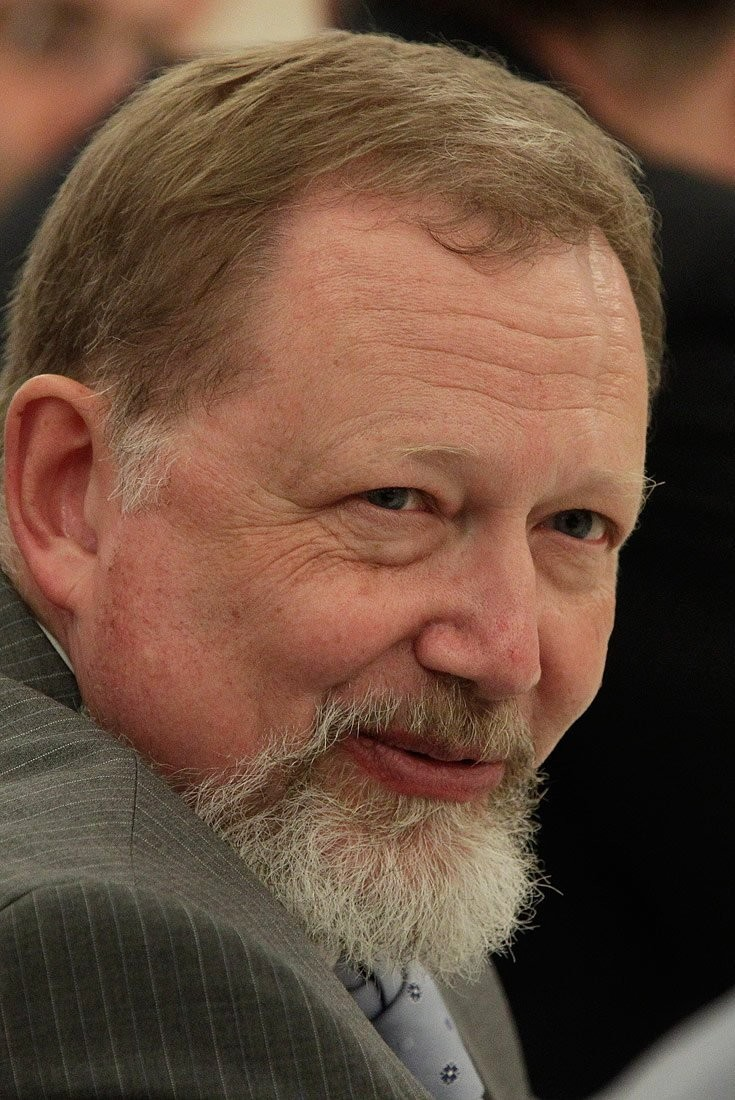
Sergej Dubinin, governatore della Banca centrale russa dal 1995 al 1998, in una foto del 2011

È stato inoltre rivelato in seguito che circa 5 miliardi di dollari dei prestiti internazionali forniti dalla Banca Mondiale e dal FMI furono sottratti all'arrivo dei fondi in Russia alla vigilia del crollo.

## Crisi e conseguenze
Il 17 agosto 1998, il Governo russo svalutò il rublo, dichiarandosi inadempiente sul debito interno ed annunciando una moratoria sul rimborso del debito estero. In quello stesso giorno, l'esecutivo e la Banca centrale emisero una "Dichiarazione congiunta" che annunciava, in sostanza, che:
1. la forbice di negoziazione rublo/dollaro si sarebbe espansa da 5,3-7,1 RUB per USD a 6,0-9,5 RUB per USD;
2. il debito russo denominato in rubli sarebbe stato ristrutturato in una maniera da determinarsi; e, per evitare un default bancario russo di massa
3. sarebbe stata imposta una moratoria temporanea di 90 giorni sul pagamento di alcune obbligazioni bancarie, compresi alcuni debiti e contratti a termine in valuta.

Il 17 agosto 1998, il Governo dichiarò che alcuni titoli di Stato (GKO-OFZ) sarebbero stati trasformati in nuovi titoli. Allo stesso tempo, oltre ad allargare la forbice monetaria, le autorità annunciarono l'intenzione di consentire al tasso RUB/USD di muoversi più liberamente all'interno della forbice più ampia.
All'epoca, il Moscow Interbank Currency Exchange (o "MICEX") stabiliva un tasso di cambio "ufficiale" giornaliero attraverso una serie di aste interattive basate su offerte scritte presentate da acquirenti e venditori. Quando i prezzi di acquisto e di vendita coincidevano, questo "fissava" o "regolava" il tasso di cambio ufficiale MICEX, pubblicato poi su Reuters. Il tasso MICEX era (ed è) comunemente usato dalle banche e dai commercianti di valute di tutto il mondo come tasso di cambio di riferimento per le transazioni coinvolgenti il rublo russo e le valute estere. Dal 17 al 25 agosto 1998, il rublo si deprezzò costantemente sul MICEX, passando da 6,43 a 7,86 RUB/USD. Il 26 agosto 1998, la Banca centrale chiuse le negoziazioni sul MICEX, e quest'ultimo non fissò alcun tasso di cambio rublo-dollaro per quel giorno.
Il 2 settembre 1998, la Banca centrale decise di abbandonare la politica del floating peg e di far fluttuare liberamente il rublo. Al 21 settembre 1998, il tasso di cambio aveva raggiunto i 21 rubli per un dollaro statunitense, il che significava che aveva perso due terzi del suo valore rispetto al mese precedente. Nel frattempo, il 28 settembre 1998, Boris Fëdorov venne congedato dalla carica di capo del servizio fiscale dello Stato.
La moratoria imposta dalla dichiarazione congiunta scadde il 15 novembre 1998, e il governo russo e la Banca centrale decisero di non rinnovarla.

### Inflazione
L'inflazione russa nel 1998 raggiunse l'84% e i costi sociali crebbero considerevolmente. Molte banche, tra cui gli istituti Inkombank, Oneximbank e Tokobank, dovettero chiudere a causa della crisi.

### Ripercussioni politiche
Il crollo finanziario si tradusse in una altrettanto grave crisi politica, poiché El'cin, con il suo precipitante consenso interno e in precarie condizioni di salute, dovette fare i conti con una ferma opposizione parlamentare. Il 23 agosto 1998, il presidente licenziò Kirienko e dichiarò l'intenzione di riportare in carica Černomyrdin, mentre il Paese scivolava sempre più nel tumulto economico. Dopo che la Duma ebbe respinto per due volte la candidatura di Černomyrdin, El'cin fece un passo indietro e nominò al suo posto il ministro degli esteri Evgenij Primakov, che l'11 settembre 1998 venne approvato dalla Duma di Stato a stragrande maggioranza.
La nomina di Primakov ripristinò parzialmente la stabilità politica poiché fu visto come un candidato di compromesso in grado di sanare le fratture tra i vari gruppi d'interesse. Primakov promise di fare del pagamento degli stipendi e delle pensioni la massima priorità del suo governo, ed invitò i membri delle principali fazioni parlamentari a far parte del suo gabinetto. Tuttavia, i comunisti e alcuni sindacati indipendenti organizzarono uno sciopero nazionale il 7 ottobre 1998, invitando il presidente El'cin a dimettersi. Il 9 ottobre 1998, la Russia, colpita nel frattempo da un cattivo raccolto, fece inoltre appello all'aiuto umanitario internazionale.

## Ripresa
La Russia si riprese dal crollo finanziario dell'agosto 1998 con una velocità sorprendente. Ciò fu in parte dovuto al fatto che i prezzi mondiali del petrolio aumentarono vertiginosamente nel corso del 1999-2000, e che perciò la Russia registrò un consistente surplus commerciale nel 1999 e nel 2000. Un'altra ragione è che le industrie nazionali, come quella alimentare, beneficiarono della svalutazione, che ebbe l'effetto di causare un forte aumento dei prezzi delle merci importate.
Inoltre, dato che l'economia russa operava in larga misura sul baratto e su altri strumenti di scambio non monetari, il crollo finanziario ebbe un impatto molto minore di quello che avrebbe avuto se l'economia fosse stata dipendente da un solido sistema bancario. Infine, l'economia era stata aiutata da un'infusione di denaro contante. Poiché le imprese furono messe in grado di pagare i debiti di salari arretrati e tasse, a sua volta la domanda di beni e servizi prodotti dall'industria russa cominciò a crescere.